# Кицен
Кицен (њем. Kitzen) општина је у њемачкој савезној држави Саксонија. Једно је од 41 општинског средишта округа Лајпциг. Према процјени из 2010. у општини је живјело 1.932 становника. Посједује регионалну шифру (AGS) 14729210.

## Географски и демографски подаци
Кицен се налази у савезној држави Саксонија у округу Лајпциг. Општина се налази на надморској висини од 120 метара. Површина општине износи 26,9 km². У самом мјесту је, према процјени из 2010. године, живјело 1.932 становника. Просјечна густина становништва износи 72 становника/km².